# Бірецька Оксана Лонгинівна

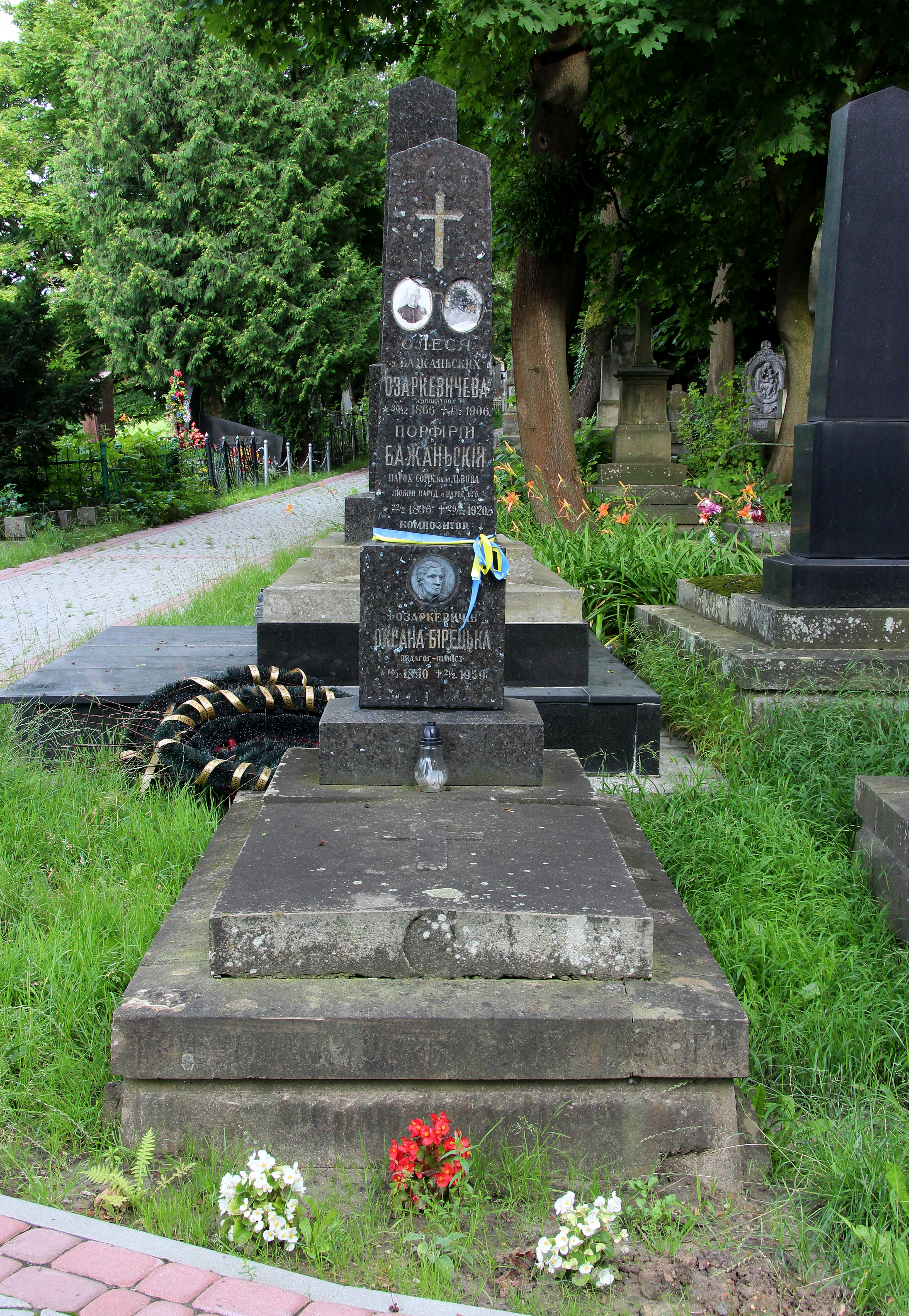

Оксана Лонгинівна Бірецька (уроджена Озаркевич; нар. 12 березня 1890, Городок — пом. 21 лютого 1959, Львів) — відома українська піаністка, педагог, письменниця, громадська діячка.

## Життєпис
Оксана Лонгинівна Бірецька народилась 12 березня 1890 року у місті Городок в сім'ї Лонгина та Олександри Озаркевичів.
Початкову школу майбутній музикант закінчила в Городку. У 1908 році Оксана Бірецька закінчила Вищий музичний інститут ім. Миколи Лисенка у Львові. У 1913 році Бірецька — диригент хорового товариства «Львівський Боян», далі на еміграції у 1914—1918 роках продовжила навчання у Віденській консерваторії (клас Є. Лялевича).
Після закінчення Першої світової війни Бірецька повернулася до України, де, разом з Марією Юринець, очолила медичний сектор і сектор допомоги військовим в Союзі українок.
Заходами Бірецької у кінці 1920-х років в Городку була створена філія Вищого музичного інституту, у якому діти здобували фахову освіту. У 1930 році піаністка стала керівником філії. Тоді ж у місті запроваджуються курси громадянського виховання молоді, якими керувала Оксана Бірецька. У 1931 році видатний педагог стала членом місцевої «Просвіти». Окрім організації музичної освіти Оксана Лонгинівна створювала нескладні вальси, коломийки, танці, писала оповідання (видавалась під псевдонімом Оксана Іваненко).
Після анексії СРСР Західної України Бірецька стала однією з перших, хто потрапив під каток радянських репресій. 13 квітня 1940 року її разом із батьком, членом Союзу українських адвокатів, Логвином Озаркевичем вивезли до Казахстану. Стараннями директора Львівської консерваторії Василя Барвінського у 1946 році Оксана Лонгинівна повернулася до Львова.
У 1947—1957 роках педагог працювала в музичних школах Львова. Померла Оксана Лонгинівна Бірецька 21 лютого 1959 року. Похована у Львові, на 59 полі Личаківського цвинтаря.